# Coracora
Coracora – miasto w Peru, w regionie Ayacucho, stolica prowincji Parinacochas. W 2008 liczyło 10 588 mieszkańców.

## Lokalizacja
Znajduje się ok. 650 km. miasto Lima, między 3,150 a 3,350 metrów nad poziomem morza, w tzw ekoregionie Quechua.

## Klimat
Suche i nieco zimne. Dni są zazwyczaj ciepłe od 10 do 18° C i zimnych nocy od -5 do 5° C. W sezonie zimowym od czerwca do września mają częste przymrozki i lato od grudnia do marca jest ciepła i bardzo deszczowa, burze z wyładowaniami

## Historia
Założona przez hiszpańskich konkwistadorów w XVII wieku, prawdopodobnie na andyjskich Indian rozliczenia, szybko rozwinęli znaczną ludność pochodzenia europejskiego, jak na drodze między Limy i Cuzco. Dowodem na to stare kolonialne budynki, takie jak piękny kościół lokalny w stylu barokowym i renesansowym, wybudowana w białych kamieni.
W XIX i XX wieku, Coracora był jednym z najlepiej prosperujących miast południowej wyżyny Peru, dzięki wywozu zwierząt, w wyniku działania wielu lokalnych biznesmenów i emigrantów europejskich.
Na początku 1940, Coracora osiągnęła kulturalnego i gospodarczego boomu, ten boom zaczął się zmieniać w 1980 w bezpośrednim odniesieniu do przemocy społecznej tych lat w całym kraju.
Obecnie gospodarki poprawił się, zwłaszcza w hodowli, handlu i turystyki, z lepszą dróg dojazdowych, infrastruktury i usług